# 李仲飞
李仲飞 (1963年—)，中山大学教授、中华人民共和国教育部长江学者特聘教授，从事金融工程、金融市场与投资、金融经济学及风险管理研究。

## 生平
1985年获兰州大学理学学士学位，1990年获内蒙古大学理学硕士学位，2000年获中国科学院管理学博士学位。曾任内蒙古大学教授，2000年9月起任中山大学教授。

## 社会兼职
- 中国国家社会科学基金学科评审组专家
- 《系统工程理论与实践》、《中国管理科学》、《系统工程学报》期刊编委
- 中国优选法统筹法与经济数学研究会常务理事
- 中国系统工程学会常务理事